# Pęcina

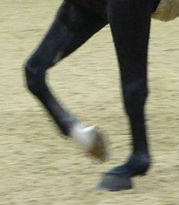
Pęciny zmniejszają wstrząsy podczas ruchu konia

Pęcina – część nogi konia, która razem ze znajdującym się nad nią stawem pęcinowym łączy kopyto końskie z dalszą częścią nogi. Kąt nachylenia pęciny do podłoża powinien być zgodny z kątem nachylenia ściany kopyta. Pęcina umożliwia poruszanie się koniowi poprzez amortyzowanie ciężaru konia i wstrząsów podczas ruchu. 
Niekiedy, przede wszystkim u koni zimnokrwistych, występują szczotki pęcinowe – bardziej lub mniej obfite włosy obrastające kopyta konia, wyrastające z okolic pęcin. U niektórych koni występują także plamy białej sierści w okolicy pęcin – są to tzw. odmiany (np. skarpetka).